# NGC 2567
NGC 2567 è un ammasso aperto visibile nella costellazione della Poppa.

## Osservazione

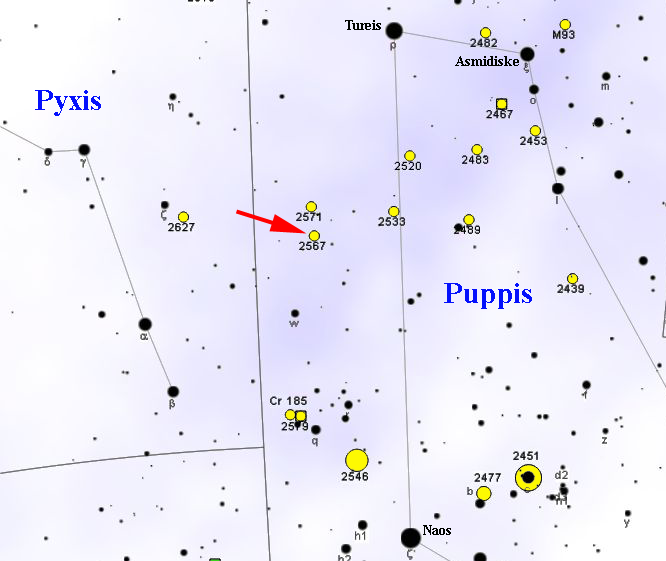
Mappa per individuare NGC 2567.

Si individua con una certa difficoltà a causa dall'assenza di stelle luminose nelle sue vicinanze: si può partire dalla stella ρ Puppis e spostarsi di circa 8 gradi in direzione SSE; si trova sul bordo della Via Lattea su un campo stellare ricco di stelle deboli di fondo. L'ammasso si può individuare e osservare anche con un binocolo 10x50, che però non consente di risolvere alcuna componente stellare, cosa possibile invece con un telescopio da almeno 80-100mm di apertura. Attraverso strumenti da 200mm appare come un grande oggetto completamente risolto in diverse decine di stelle deboli.
La declinazione moderatamente australe di quest'ammasso favorisce gli osservatori dell'emisfero sud, sebbene si presenti circumpolare solo a partire da latitudini elevate; dall'emisfero boreale la sua osservazione risulta piuttosto penalizzata dalle regioni situate a latitudini medie settentrionali ed è invisibile alle alte latitudini. Il periodo migliore per la sua osservazione nel cielo serale è quello compreso fra dicembre e aprile.

## Storia delle osservazioni
NGC 2567 venne individuato per la prima volta da William Herschel nel 1793 attraverso un telescopio riflettore da 18,7 pollici; suo figlio John Herschel lo riosservò in seguito e lo inserì nel suo General Catalogue of Nebulae and Clusters col numero 1649.

## Caratteristiche
NGC 2567 è un ammasso moderatamente ricco formato da alcune decine di stelle sparse su un diametro di circa 10'; la sua distanza è stimata attorno ai 1677 parsec (circa 5470 anni luce) ed è quindi situato sul bordo esterno del Braccio di Orione, alla stessa distanza del sistema nebuloso di Sh2-310 ma a una diversa latitudine galattica.
L'ammasso contiene circa una trentina di stelle, che appaiono poco concentrate e di un colore generalmente tendente al giallognolo; le sue componenti più luminose, di decima magnitudine, si dispongono a formare una sorta di triangolo nella parte occidentale, mentre ad est è visibile una concatenazione abbastanza rettilinea di stelle più deboli. Il diagramma colore-magnitudine costruito sulle sue stelle rivela una fascia di sequenza principale piuttosto ampia in cui sono presenti stelle di classe spettrale B, A e F; con un'età stimata attorno ai 290 milioni di anni, risulta essere leggermente più giovane dell'ammasso delle Iadi. Fra le sue componenti vi sono almeno 14 stelle variabili.